# Barueri
Barueri város Brazíliában, São Paulo államban. Lakosainak száma 316 473 fő (2022). Barueri Carapicuíba, São Paulo, Itapevi, Jandira, Santana de Parnaíba és Osasco községekkel határos.

## Népesség
A település népességének változása:
| Lakosok száma | 208 281 | 240 749 | 262 275 | 276 982 | 279 704 | 316 473 |
|               | 2000    | 2010    | 2015    | 2020    | 2021    | 2022    |